# مي الصايغ (شاعرة)
مي الصايغ (1941 – 5 فبراير 2023) أديبة وشاعرة ومناضلة في صفوف منظمة التحرير الفلسطينية وناشطة نسوية من غزة. درست الفلسفة وعلم الاجتماع بكلية الآداب في جامعة القاهرة.

## الولادة والنشأة
ولدت مي الصايغ في مدينة غزة عام 1941 وأنهت دراستها الابتدائية والثانوية في مدرسة الزهراء في مدينة غزة، درست الفلسفة وعلم الاجتماع في كلية الآداب بجامعة القاهرة
والدها موسى الصايغ كان من ملّاك الأراضي يعمل في البيارات ويصدر البرتقال الفلسطيني إلى أوروبا، منح الأنجليز منطقة (بيار تعبيا) لليهود سنة 1930 لبناء مستوطنة، فأحرق والدها ومجموعة من أصدقائه المستوطنة مما أدى إلى اعتقالهم والحكم عليهم بالإعدام بتاريخ 23/3/1930، فأضربت غزة إضراباً كاملاً مما شكّل ضغطاً كبيراً أدى إلى الحكم عليهم بالبراءة وخروجهم، أصيب بجلطة قلبية توفي على إثرها عام 1950.
والدتها هند فرح كاتبة ومناضلة فلسطينية نشأت يتيمة، و برعت في الشعر والخطابة ومارست العمل النضالي، زرعت في قلوب أبنائها حب القضية والتضحية من أجلها.

## السيرة
اكتشفت موهبتها في الكتابة في المدرسة، عندما كتبت إنشاءاً جميلاً أخذته مدرسة اللغة العربية وقرأته على الصفوف العليا، وبدأت محاولاتها الأولى في كتابة الشعر بتشجيع من والدتها ومن الأستاذ جمال عابدين أستاذ اللغة العربية، إذ قالت لها والدتها يوما: إذا كتبت فاكتبي شيئاً مختلفاً لا بد أن يكون في الكلام حرارة تميزه عن العادي البارد، وإذا قلتي شعراً فقوليه بكل جوارحك وإذا غنيت فغني حتى ينشق الهواء[بحاجة لمصدر] في سنتها الثانية في جامعة القاهرة ألقت شعراً أمام يوسف السباعي وأعجب بقصيدتها ونشرها في اليوم التالي على الصفحة الأخيرة من جريدة الجمهورية مرفقا بصورتها، ودعاها علي هاشم رشيد مدير إذاعة صوت فلسطين إلى قراءتها في الإذاعة ثم فتح أمامها ميكرفون الإذاعة لقراءة كل ما تكتبه فيما بعد. كتبت الشعر والرواية في آن وحظيت أعمالها باهتمام دولي كبير مثل مجلة فلسطين الثورة، والآداب لبنان، وأقلام العراق.
تنقلت بين العديد من البلدان لعدة ظروف ودخلت معترك الحياة السياسية مبكراً، انتمت لحركة فتح في عمان عام 1968. أصبحت عضواً في المجلس الثوري لحركة فتح، والمجلس المركزي، والمجلس الوطني لمنظمة التحرير منذ 1973. شغلت منصب الأمينة العامة للاتحاد العام للمرأة الفلسطينية 1971 ـ 1986. شاركت في أسرة تحرير (فلسطين الثورة). عضو المكتب الدائم للاتحاد النسائي الديمقراطي العالمي منذ 1975_1982. شاركت منذ عام 1975 في مؤتمر التنمية والمساواة والسلام في مختلف دوراته المنعقدة في برلين وباريس وهافانا ونيويورك وموسكو وبغداد.
عضو الأمانة العامة للاتحاد العام للكتاب والصحفيين الفلسطينيين. مثّلت دولة فلسطين في لجنة المرأة في الأمم المتحدة. مثّلت المرأة الفلسطينية في العديد من المؤتمرات والندوات العربية والدولية.
بعد مذبحة تل الزعتر ساهمت الأمانة العامة للاتحاد العام للمرأة الفلسطينية بتأمين مأوى لأبناء الشهداء واليوم أصبح المكان مدرسة ثانوية (بيت أطفال الصمود) بفرعين في مدينة صور وبيروت ويتلقى الدعم والمساعدات من مختلف المنظمات في العالم. شاركت في مؤتمر القدس عاصمة دائمة للثقافة العربية مع الكاتب المغربي محمد برادة ومصطفى الكرد تكريما لجهودهم في خدمة القضية الفلسطينية عالمياً.

## أعمالها

### الشعرية
- إكليل الشوك، دار الطليقة، بيروت، 1969.
- قصائد منقوشة على مسلة الأشرفية، منشورات فتح، عمان، 1971 (بالاشتراك).
- قصائد حب لاسم مطارد، دار العودة، بيروت، 1974.
- عن الدموع والفرح الآتي، المؤسسة العربية للنشر، وزارة الإعلام، بغداد، 1975.
- ليتَ هنداً لم تعِد، المؤسسه العربية للدراسات والنشر، بيروت،2014.

### الروائية والسيرة
- الحصار (سيرة ذاتية)، المؤسسة العربية للنشر، بيروت، 1988.
- بانتظار القمر، المؤسسة العربية للنشر، عمان، 2001.

### قضايا المرأة
- دراسات حول المرأة، الاتحاد العام للمرأة الفلسطينية، بيروت، 1981.
- كتاب المرأة العربية والفلسطينية، الاتحاد العام للمرأة الفلسطينية، بيروت، 1981.

## الأوسمة والجوائز
- وسام البطلة الكوبية (أنا بيتا نكور) من الرئيس الكوبي فيدل كاسترو.
- جائزة القدس للثقافة والإبداع تشرين الأول 2013.
- جائزة اللجنة الوطنية للقدس عاصمة دائمة للثقافة العربية.
- وسام نجمة القدس من رئيس دولة فلسطين محمود عباس بتاريخ 2009/05/21 تقديرا لجهودها المخلصة من أجل إبراز قضية شعبها.
- وسام من لجنة بيت أطفال الصمود تقديراً لدورها.

## وصلات خارجية
- المهجرون - لقاء مع الشاعرة مي الصايغ 1/2/2016
- مي الصايغ أديبة وناشطة نسوسة فلسطينية 6/7/2009